# Миту (птица)
Миту́, или кракс-миту (лат. Mitu mitu) — редкий вид птиц рода краксы-миту семейства краксов, исчезнувший в дикой природе. Первоначально был распространён в прибрежных дождевых лесах на атлантическом побережье бразильских штатов Алагоас и Пернамбуку. Название происходит от  слова Mitú, Mutú или Mutúm, что в переводе с языка племён тупи́ означает «чёрный».

## Таксономия
Миту впервые упомянул немецкий натуралист Георг Маркграф в своей работе «Historia Naturalis Brasiliae», которая была опубликована в 1648 году. В 1766 году вид был впервые описан с научной точки зрения. До 1952 года миту считался конспецифичным с Mitu tuberosum. Затем его рассматривали как северо-восточный подвид M. tuberosum, после чего он получил в литературе научное название Crax mitu mitu (синонимы: Mitu mitu mitu, Pauxi mitu). С 1992 года многие учёные считают, что Mitu mitu и Mitu tuberosum являются двумя отдельными видами.

## Описание
Это относительно крупная птица с длиной тела 83—89 см. Оперение чёрное с блестящим пурпурно-голубым отливом, брюхо и подхвостье каштаново-коричневого цвета. Клюв большой и выпуклый у основания, ярко-красного цвета с беловатым кончиком. Ноги и пальцы красные, глаза красновато-коричневые. Отличительной особенностью является небольшой в форме полумесяца участок голой кожи серо-белого цвета за ушами.
Очень мало известно о поведении и экологии вида в дикой природе. Известно, что птицы питались плодами деревьев Phillanthus и Eugenia. О биологии размножения этого вида известно ещё меньше. Гнездо было найдено в 1978 году, оно располагалось среди густой зелени. В неволе самки начинают размножаться в возрасте двух лет, и каждый год насиживает 2-3 яйца. В неволе продолжительность жизни может составлять до 24 лет.

## Исчезновение
В период с 1648 по 1951 год миту был известен только по одному музейному экземпляру в Пернамбуку. Вид оставался скрытым от орнитологов, пока не был вновь открыт в 1951 году в Мигел-дус-Кампусе, штат Алагоас. В 1960-х и 1970-х годах существовало менее 20 особей вида, а в 1984 году в дикой природе было обнаружено только два убитых экземпляра. Безжалостная охота на птиц ради их вкусного мяса, а также разрушение среды обитания из-за вырубки низменных лесов, в основном для выращивания сахарного тростника, привели вид на грань вымирания. В 1977 году бразильский защитник природы Педро Марио Нарделли построил в Нилополисе рядом с Рио-де-Жанейро питомник по разведению птиц, в 1979 году в нём было 4 особи, в 1993 году — 34, в 2000 году — 44. В последующий период бразильские парки птиц и зоопарки также подключились к разведению миту, таким образом общее количество птиц в 2003 году составило 81, в 2008 году — 130, а в 2015 году — около 230 особей. Однако 35 процентов этих птиц, по-видимому, являются гибридами с Mitu tuberosum. В октябре 2015 года впервые в зоопарке «Парк птиц» в бразильском городе Фос-ду-Игуасу был снят на видеокамеру новорождённый птенец миту.